# Catan
Catan, hay The Settlers of Catan trong các phiên bản cũ hơn, là một trò chơi nhiều người được Klaus Teuber thiết kế và Franckh-Kosmos Verlag (Kosmos) xuất bản lần đầu vào năm 1995 tại Đức với tên Die Siedler von Catan. Người chơi đóng vai trò của người định cư, cố gắng để xây dựng và phát triển các thành phố đồng thời trao đổi kinh doanh tài nguyên. Người chơi có điểm thưởng cho các khu định cư phát triển; người đầu tiên đạt số điểm 10 là người chiến thắng. Trò chơi và nhiều bản mở rộng của nó cũng được Mayfair Games, Filosofia, Capcom, 999 Games, Κάισσα, và Devir xuất bản.